# قائمة البعثات الدبلوماسية في بوتسوانا

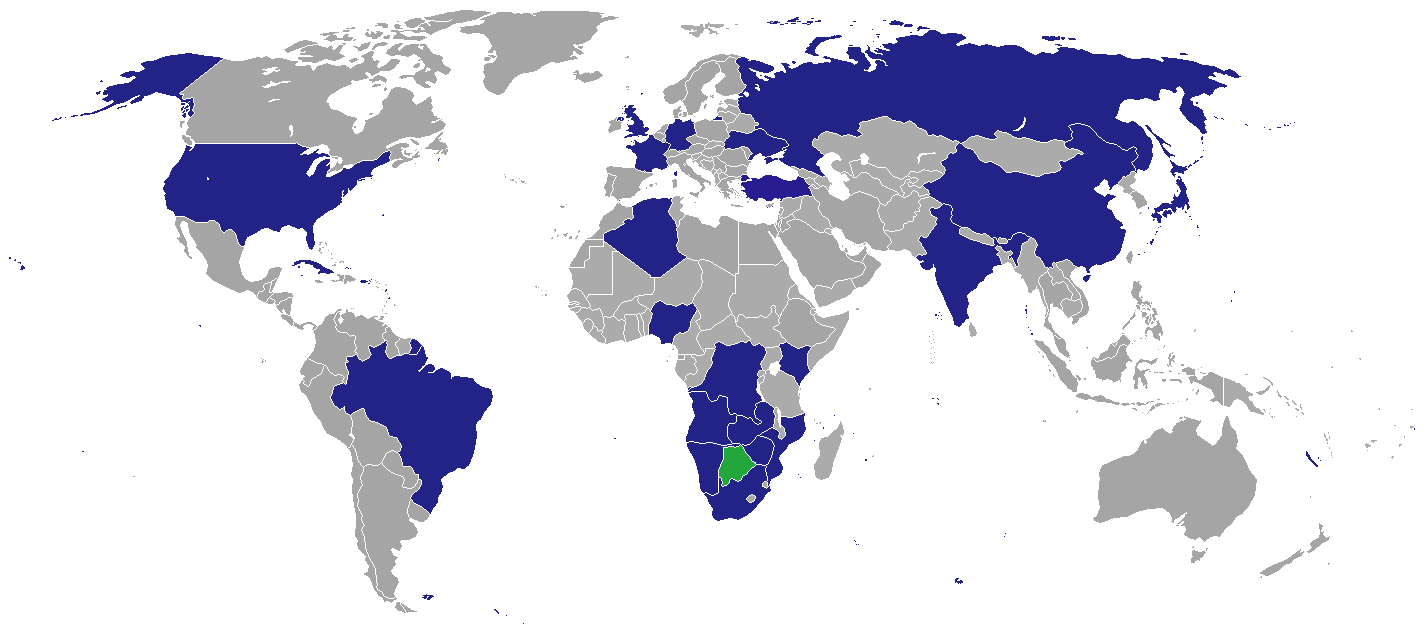
خريطة الدول التي لها بعثات دبلوماسية في بوتسوانا

هذه قائمة البعثات الدبلوماسية في بوتسوانا باستثناء القنصليات الفخرية. تستضيف العاصمة غابورون حاليًا 21 سفارة ووفدًا واحدًا (الاتحاد الأوروبي). تستضيف المدينة أيضًا العديد من المنظمات الدولية. تقع معظم البعثات الدبلوماسية غير المقيمة المعتمدة لدى بوتسوانا في جنوب إفريقيا .
تم حذف القنصليات الفخرية من هذه القائمة.

## معرض الصور

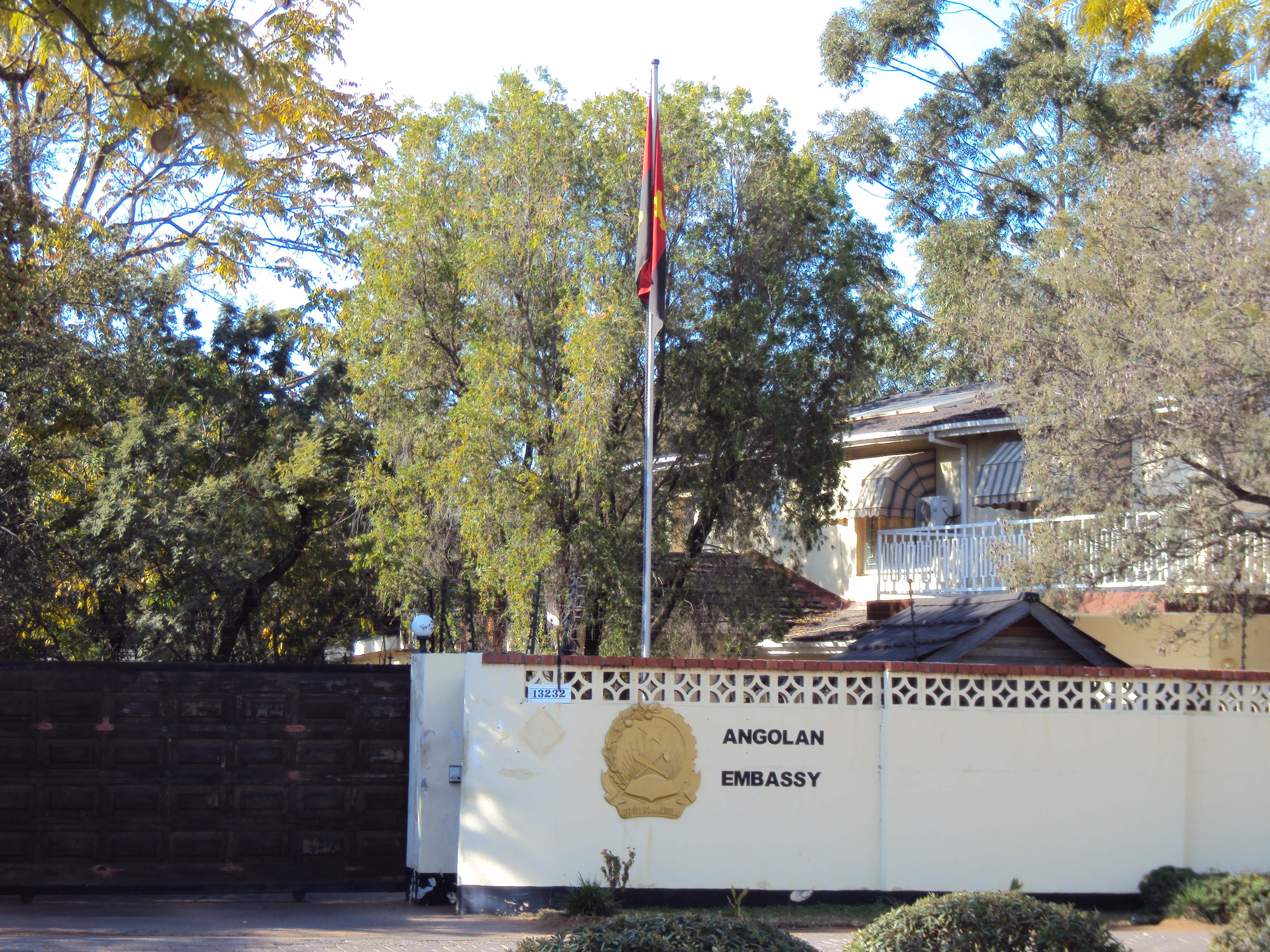
سفارة أنغولا
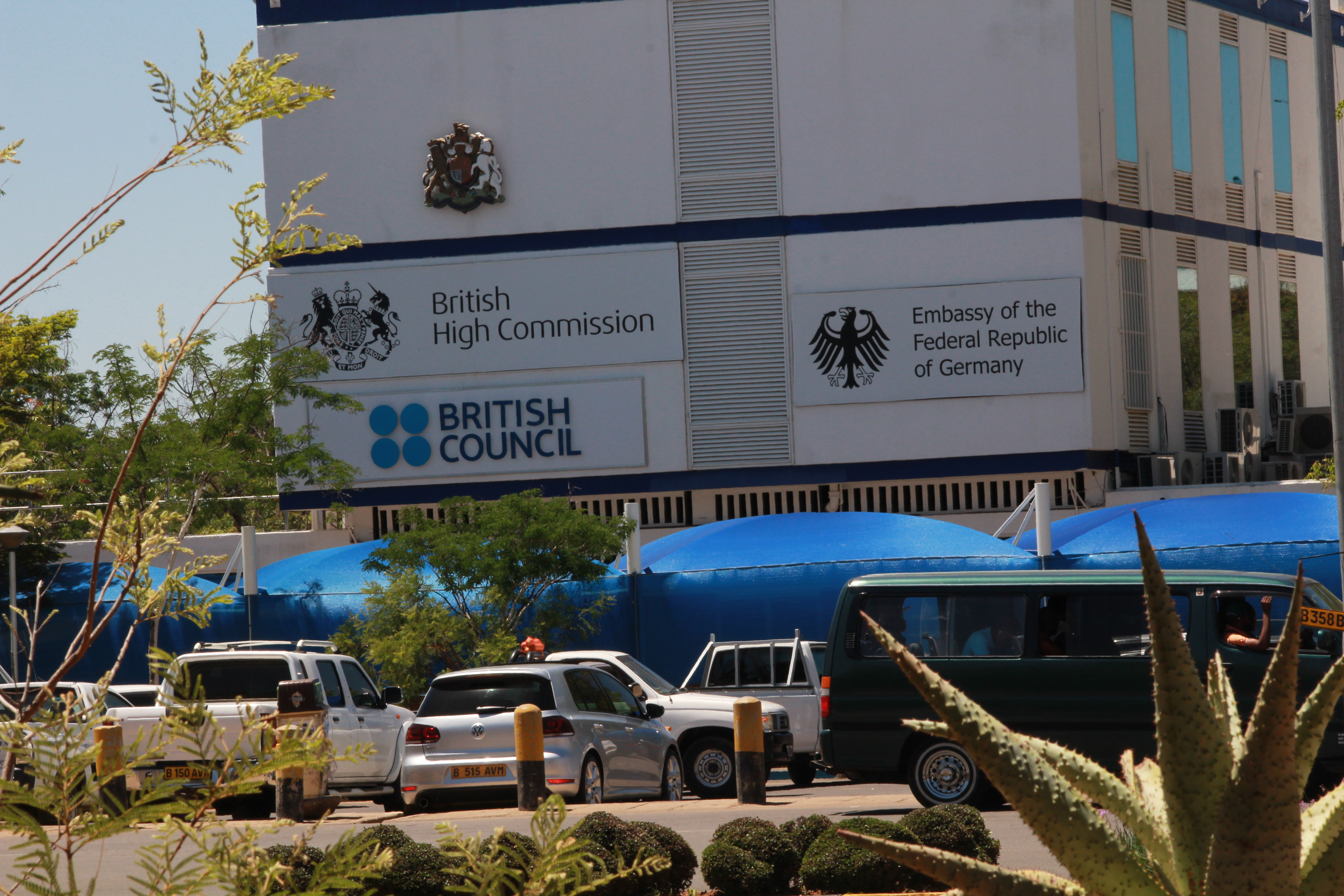
سفارة ألمانيا والمفوضية العليا للمملكة المتحدة
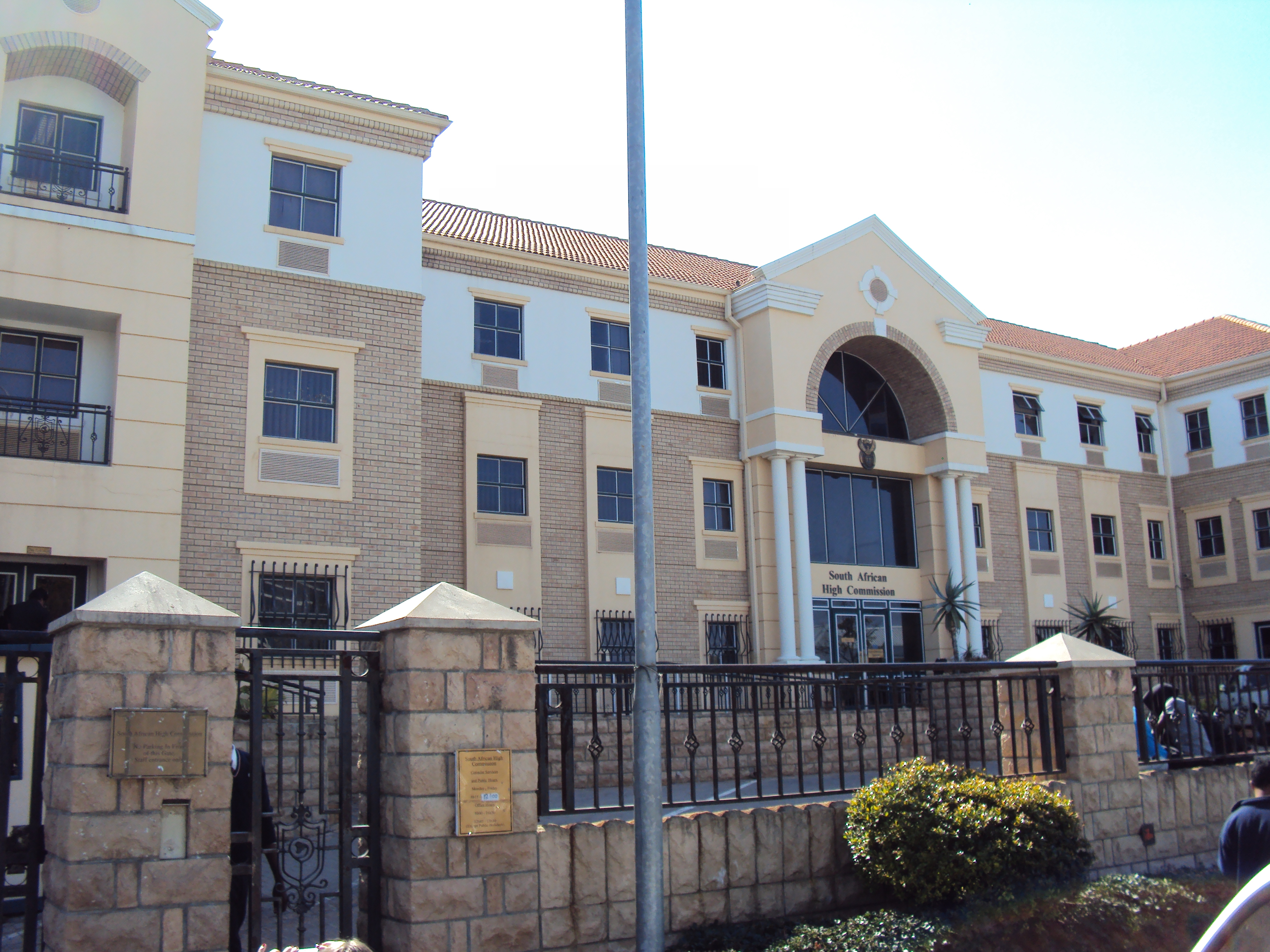
المفوضية العليا لجنوب إفريقيا
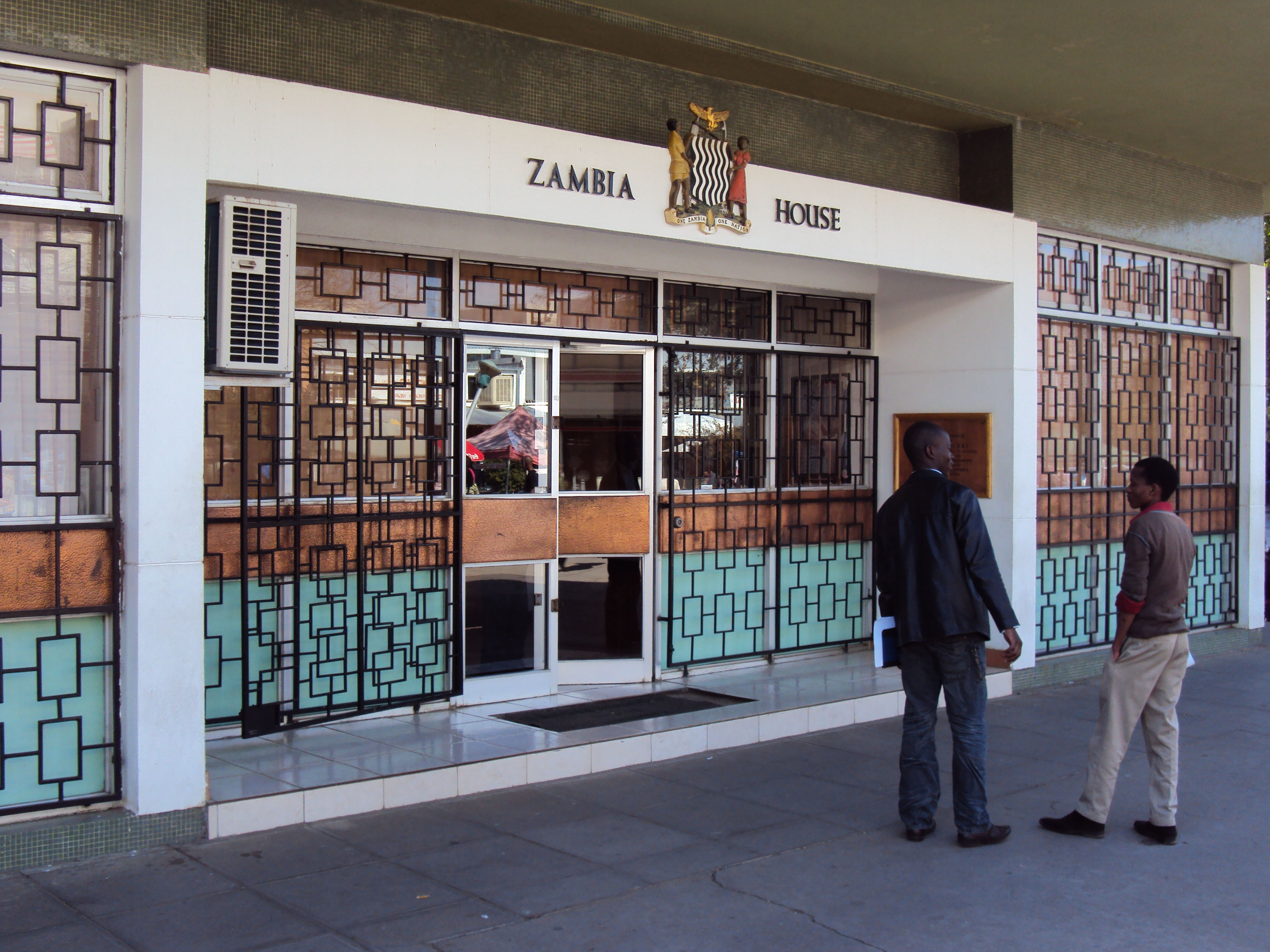
المفوضية العليا لزامبيا

## السفارات والمفوضيات العليا غير المقيمة
توجد معظم السفارات غير المقيمة المعتمدة لدى بوتسوانا في بريتوريا ، جنوب إفريقيا . ومع ذلك، وبعضها في زيمبابوي ، زامبيا ، إثيوبيا أو ناميبيا .

(مقيم في بريتوريا ما لم ينص على خلاف ذلك
- الجزائر
- الأرجنتين
- أستراليا
- النمسا
- بنغلاديش
- بلجيكا
- بنين
- بلغاريا
- بوركينا فاسو
- كندا (هراري)
- جمهورية إفريقيا الوسطى
- تشيلي
- كرواتيا
- قبرص
- جمهورية التشيك
- الدنمارك
- مصر
- غينيا الاستوائية
- إثيوبيا
- فنلندا
- غانا (ويندهوك)
- اليونان
- غينيا
- المجر
- هايتي
- إندونيسيا
- إيران
- أيرلندا (مابوتو)
- إسرائيل
- إيطاليا
- الأردن
- جامايكا
- الكويت
- ليسوتو
- ليتوانيا[2]
- جزر المالديف (نيودلهي)
- مالي
- ملاوي
- مدغشقر
- ماليزيا
- موريشيوس
- المكسيك
- هولندا
- نيوزيلندا
- كوريا الشمالية
- النرويج (هراري)
- قطر
- باكستان
- بنما
- باراغواي
- الفلبين
- بولندا
- البرتغال (هراري)
- رومانيا [3]
- المملكة العربية السعودية
- صربيا
- سيشل
- سيراليون (نيروبي)
- سنغافورة
- سلوفاكيا
- كوريا الجنوبية
- أسبانيا (ويندهوك)
- سوازيلاند
- السويد
- تايلاند
- تنزانيا [4]
- توغو
- ترينيداد وتوباغو
- تونس
- الإمارات العربية المتحدة
- أوغندا
- أوكرانيا
- فيتنام
- اليمن

## البعثات المغلقة
| المدينة المضيفة | بلد الإرسال | مستوى المهمة | سنة الإغلاق | المرجع |
| --------------- | ----------- | ------------ | ----------- | ------ |
| غابورون         | النرويج     | سفارة        | 1997        | [ 5 ]  |
| غابورون         | بولندا      | سفارة        | 1991        | [ 6 ]  |
| غابورون         | السويد      | سفارة        | 2008        | [ 5 ]  |